# دیوید داونی
دیوید داونی (انگلیسی: David Dawnay; ۱۰ ژوئیهٔ ۱۹۰۳ – ۹ اکتبر ۱۹۷۱) فرد نظامی اهل بریتانیا بود.
همچنین برندهٔ جوایزی همچون نشان سلطنتی ویکتوریایی و نشان حمام شده‌است.